# 白栄拓也
白栄 拓也（しらえ たくや、2001年6月14日 - ）は、日本出身のラグビーユニオン選手。2025年現在ジャパンラグビーリーグワンに参戦する浦安D-Rocksに所属している。

## プロフィール
- 奈良県出身[1]。
- ポジションはスクラムハーフ(SH)。
- 身長 164 cm、体重 68 kg
- 愛称はエッグ。
- U17日本代表に選ばれたことがある[2]。

## 来歴
2020年、高鍋高校卒業後、筑波大学に入る。なお高鍋高校時代、高校日本代表候補に選ばれたことがある。
2024年、アーリーエントリーで浦安D-Rocksに加入。
2025年3月29日に行われたJAPAN RUGBY LEAGUE ONE第13節交流戦埼玉ワイルドナイツ戦にて途中出場でリーグワン公式戦初出場を果たした。